# La classe dirigente
La classe dirigente (The Ruling Class) è un film del 1972 diretto da Peter Medak, presentato in concorso al 25º Festival di Cannes. Il film è tratto dal dramma omonimo di Peter Barnes, che curò la sceneggiatura dell'adattamento cinematografico.

## Trama
Il Conte Ralph Gurney, membro della Camera dei Lord britannica, per sfogarsi dallo stress e dai propri sensi di colpa, pratica ogni sera un singolare gioco appendendosi con un cappio al collo. Una sera il gioco va male e muore impiccato accidentalmente. Le speranze dei suoi parenti di ereditare la cospicua fortuna e il titolo vengono deluse dalla comparsa di Jack, figlio del lord, da lungo tempo degente in un ospedale psichiatrico, il quale è convinto di essere la personificazione della Trinità.

## Riconoscimenti
- National Board of Review Awards 1972
  - Miglior attore (Peter O'Toole)